# Shadow Warriors (Game Boy)
Shadow Warriors è un videogioco d'azione per Nintendo Game Boy del 1991, creato e distribuito dalla Tecmo. È stato pubblicato con il titolo Ninja Ryūkenden GB Matenrō Kessen (忍者龍剣伝GB 摩天楼決戦? lett. "Legend of the Ninja Dragon Sword GB: Skyscraper Showdown") in Giappone e Ninja Gaiden Shadow in Nord America.
Il protagonista è Ryu Hayabusa, ed è parte della serie Ninja Gaiden. Si crede che questo gioco non sia altro che una versione modificata del gioco Shadow of the Ninja, un gioco della Natsume, che la Tecmo modificò per adeguarlo alla trilogia di Ninja Gaiden.